# Magdalena Emilianowicz
Magdalena Emilianowicz (ur. 30 września 1977 w Warszawie) – polska aktorka teatralna i filmowa, dziennikarka radiowa.

## Życiorys
W 1998 roku ukończyła Studio Aktorskie i Telewizyjne przy Starym Teatrze w Krakowie. W 2005 roku ukończyła studia na Wydziale Dziennikarstwa i Nauk Politycznych Uniwersytetu Warszawskiego. Współpracowała z redakcją publicystyki Polskiego Radia Programu III, Radiem Bis i Teatrem Polskiego Radia.
Od 4 czerwca 2012 do 30 marca 2013 prowadziła „Pogodę.pl”, a od 22 czerwca 2013 razem z Łukaszem Grassem program „Polacy tu i tam” w TVP Polonia.

## Filmografia
| Filmy |                           |                                |       |
| Rok   | Tytuł polski              | Rola                           | Uwagi |
| 2009  | Generał Nil               | Krystyna Fieldorf, córka Emila |       |
| 2013  | Układ zamknięty           | Basia, sekretarka Kostrzewy    |       |
| 2013  | Bilet na Księżyc          | Krysia                         |       |
| 2018  | Diablo. Wyścig o wszystko | szefowa                        |       |

| Produkcje telewizyjne |                              |                                                               |                                                                                        |
| Rok                   | Tytuł polski                 | Rola                                                          | Uwagi                                                                                  |
| 1999                  | Klan                         | sekretarka adwokata reprezentującego m.in. Piotra Rafalskiego | serial telewizyjny, odcinek: 214                                                       |
| 2000                  | Twarze i maski               | asystentka reżysera                                           | serial telewizyjny, niewymieniona w napisach                                           |
| 2000                  | Noc świętego Mikołaja        | Aneta                                                         | film telewizyjny, z cyklu „Święta polskie”                                             |
| 2000                  | Sukces                       |                                                               | serial telewizyjny                                                                     |
| 2002−2010             | Samo życie                   | pielęgniarka                                                  | serial telewizyjny                                                                     |
| 2003                  | Zaginiona                    |                                                               | serial telewizyjny, odcinek: 5                                                         |
| 2004                  | Talki z resztą               | przedszkolanka Wilczur                                        | serial telewizyjny, odcinek: 6                                                         |
| 2004                  | Stacyjka                     | licencjatka Mariola, stażystka w karczmie „Hubertus”          | serial telewizyjny, odcinki: 1-3, 5-8                                                  |
| 2004                  | Oficer                       | pielęgniarka                                                  | serial telewizyjny, odcinek: 5                                                         |
| 2004                  | Kryminalni                   | dziewczyna „Gryzonia”                                         | serial telewizyjny, odcinek: 3                                                         |
| 2006                  | Śmierć rotmistrza Pileckiego | dziennikarka                                                  | spektakl telewizyjny                                                                   |
| 2006                  | Faceci do wzięcia            | Marta Gołębiewska                                             | serial telewizyjny, odcinki: 1, 6, 14                                                  |
| 2006                  | Egzamin z życia              | pracownica banku                                              | serial telewizyjny, odcinek: 57                                                        |
| 2009                  | Na Wspólnej                  | pielęgniarka                                                  | serial telewizyjny, odcinek: 1162                                                      |
| 2010                  | Hotel 52                     | czytelniczka Britty Svensson                                  | serial telewizyjny, odcinek: 22                                                        |
| 2010−2011             | Prosto w serce               | sprzedawczyni                                                 | serial telewizyjny, odcinki: 51, 52, 103, 117                                          |
| 2011                  | Usta usta                    | pielęgniarka                                                  | serial telewizyjny, odcinek: 34                                                        |
| 2011                  | Plebania                     | lekarka                                                       | serial telewizyjny, odcinek: 1655                                                      |
| 2011                  | Ojciec Mateusz               | pielęgniarka                                                  | serial telewizyjny, odcinek: 82                                                        |
| 2011                  | Klan                         | przyjaciółka Zyty Tyczyńskiej, świadek na jej ślubie          | serial telewizyjny                                                                     |
| 2012                  | Na dobre i na złe            | Edyta, matka Andrzeja                                         | serial telewizyjny, odcinek: 479                                                       |
| 2012                  | Lekarze                      |                                                               | serial telewizyjny, odcinki: 9, 10                                                     |
| 2012−2014             | Galeria                      | Ula                                                           | serial telewizyjny, odcinki: 115-117, 120, 125, 127, 131, 137, 144, 151, 152, 159, 166 |
| 2013                  | Przepis na życie             | żona klienta „Przepisu”                                       | serial telewizyjny, odcinek: 51, w napisach wymieniona pod nazwiskiem Emiljanowicz     |
| 2013                  | Ojciec Mateusz               | żona Szkudlarka                                               | serial telewizyjny, odcinek: 122                                                       |
| 2014−2018             | Ojciec Mateusz               | Daria, matka Dominika                                         | serial telewizyjny                                                                     |
| 2015−2016             | Strażacy                     | Anna Walczak, żona Bogusia                                    | serial telewizyjny, odcinki: 4, 6-10, 13-17                                            |
| 2018                  | Przyjaciółki                 | partnerka Adama                                               | serial telewizyjny, odcinek: 142                                                       |
| 2018                  | Druga szansa. Piąty sezon    | pokojowa                                                      | serial telewizyjny, odcinki: 8, 10                                                     |
| 2019                  | Ślad                         | sędzia Elżbieta Owczarzak                                     | serial telewizyjny, odcinek: 99                                                        |
| 2019−2020             | Przyjaciółki                 | partnerka Adama                                               | serial telewizyjny, odcinki: 153, 176, 182                                             |
| 2020                  | Królestwo kobiet             | Ineza w młodości                                              | serial telewizyjny, odcinek: 4                                                         |
| 2020−obecnie          | Na Wspólnej                  | dyrektorka                                                    | serial telewizyjny, odcinki: 3141, 3142, 3156, 3507, 3516                              |
| 2021                  | M jak miłość                 | kierowniczka biura                                            | serial telewizyjny, odcinek: 1569                                                      |
| 2021                  | Na sygnale                   | opiekunka Czarka                                              | serial telewizyjny, odcinki: 303, 346                                                  |
| 2022                  | Na sygnale                   | opiekunka Czarka                                              | serial telewizyjny, odcinek: 377                                                       |
| 2022                  | Archiwista II                | dziennikarka                                                  | serial telewizyjny, odcinek: 3                                                         |
| 2023                  | Na sygnale                   | opiekunka Czarka                                              | serial telewizyjny, odcinki: 410, 414, 417, 442                                        |